# Galicia (1891)

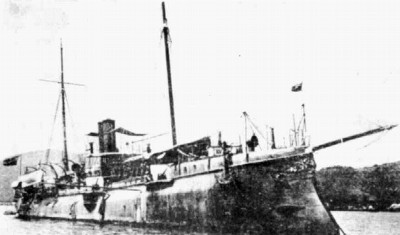
„Bolívar” około 1900 r.

Galicia – hiszpańska kanonierka torpedowa z końca XIX wieku, jedna z sześciu zbudowanych jednostek typu Temerario. Okręt został zwodowany w 1891 roku w stoczni Arsenal de La Graña w Ferrol i wszedł w skład hiszpańskiej marynarki wojennej w 1894 roku. Kanonierka wzięła udział w wojnie amerykańsko-hiszpańskiej, operując na wodach Kuby. W 1898 roku jednostka została zakupiona przez Wenezuelę i przyjęto ją do służby pod nazwą „Bolívar” we wrześniu 1898 roku. Jednostka została skreślona z listy floty w 1920 roku.

## Projekt i budowa
„Galicia” została zamówiona i zbudowana w krajowej stoczni Arsenal de La Graña w Ferrol jako jeden z sześciu okrętów typu Temerario. Projekt zakładał powstanie jednostki o stalowym kadłubie, dwóch umieszczonych blisko siebie kominach i dwóch masztach. Kanonierka została zwodowana w 1891 roku .

## Dane taktyczno-techniczne
Okręt był kanonierką torpedową o długości między pionami 58 metrów, szerokości 6,73 metra i maksymalnym zanurzeniu 3,16 metra . Wyporność normalna wynosiła 562 tony, a pełna 630 ton . Siłownię jednostki stanowiły dwie pionowe maszyny parowe potrójnego rozprężania o łącznej mocy 2600 KM, do których parę dostarczały cztery kotły: dwa lokomotywowe i dwa cylindryczne . Prędkość maksymalna napędzanego dwiema śrubami okrętu wynosiła 19 węzłów . Okręt zabierał standardowo zapas 106 ton węgla, a maksymalnie mógł pomieścić 130 ton tego paliwa. Zasięg wynosił 3400 Mm przy prędkości 10 węzłów .
Na uzbrojenie artyleryjskie okrętu składały się dwa pojedyncze działa kalibru 120 mm Hontoria M1883 L/35, cztery pojedyncze działa 6-funtowe kal. 57 mm Nordenfelt L/45 i kartaczownica Nordenfelta kal. 25,4 mm (1 cal) L/40 . Broń torpedową stanowiły dwie pojedyncze wyrzutnie kal. 356 mm (14 cali), z zapasem sześciu torped .
„Galicia” miała pancerz pokładowy o grubości 12,7 mm (½ cala), chroniący pomieszczenia maszynowni i kotłów .
Załoga okrętu składała się z 91 oficerów, podoficerów i marynarzy .

## Służba
„Galicia” została przyjęta w skład Armada Española w 1894 roku . W momencie wybuchu wojny amerykańsko-hiszpańskiej jednostka stacjonowała w Cienfuegos. 29 kwietnia 1898 roku w pobliżu Cienfuegos okręt (wraz z kanonierkami „Vasco Núñez de Balboa”, „Satelite”, „Lince” i „Gaviota”) wziął udział w potyczce z blokującymi port okrętami amerykańskimi: uzbrojonym jachtem USS „Eagle” i krążownikiem USS „Marblehead”. Po krótkiej wymianie ognia jednostki hiszpańskie wycofały się do portu, a według raportów amerykańskich „Galicia” została uszkodzona pociskiem kal. 57 mm wystrzelonym przez „Eagle”, który trafił w maszynownię. Kolejne starcie, w którym wzięła udział kanonierka, miało miejsce 13 czerwca, kilkanaście kilometrów na wschód od Cienfuegos. Okręt hiszpański próbował zaatakować nierozpoznany statek, który okazał się amerykańskim krążownikiem pomocniczym USS „Yankee”. „Galicia” podjęła walkę artyleryjską z silniejszą jednostką, wycofując się w kierunku portu, wsparta w późniejszej fazie bitwy przez kanonierkę „Vasco Núñez de Balboa”. Okrętom hiszpańskim udało się powrócić do bazy, przy czym „Galicia” nie poniosła żadnych strat, a na drugiej kanonierce trafienie pociskiem kal. 127 mm spowodowało śmierć trzech i rany 10 członków załogi.
W 1898 roku jednostka została zakupiona przez rząd Wenezueli i przyjęto ją do służby w Marynarce Wojennej tego kraju jako ARV „Bolívar” we wrześniu 1898 roku  . Jednostka została skreślona z listy floty w 1920 roku .